# Atletismo nos Jogos Pan-Americanos de 2003 - 5000 m feminino
A prova dos dos 5000 m rasos feminino nos Jogos Pan-Americanos de 2003 foi realizada em 6 de agosto de 2003. Adriana Fernández ganhou o terceiro título seguido na prova, batendo seu recorde (15:46.32) estabelecido em 1995 (Mar del Plata).

## Calendário
| Data        | Fase  |
| ----------- | ----- |
| 6 de agosto | Final |

## Medalhistas
| Ouro   | MEX Adriana Fernández |
| Prata  | MEX Nora Rocha        |
| Bronze | USA Nicole Jefferson  |

## Recordes
Recordes mundial e pan-americano antes da disputa dos Jogos Pan-Americanos de 2003.
| Tipo                             | Atleta            | Tempo    | Local         | Data                  |
| -------------------------------- | ----------------- | -------- | ------------- | --------------------- |
|                                  | Jiang Bo          | 14:28.09 | Xangai        | 23 de outubro de 1997 |
| Recorde dos Jogos Pan-Americanos | Adriana Fernández | 15:46.32 | Mar del Plata | 24 de março de 1995   |

## Resultados
| Posição | Atleta                | Tempo    |
| ------- | --------------------- | -------- |
| 1       | MEX Adriana Fernández | 15:30.65 |
| 2       | MEX Nora Rocha        | 15:40.98 |
| 3       | USA Nicole Jefferson  | 15:42.40 |
| 4       | CUB Yudelkis Martínez | 16:09.33 |
| 5       | COL Bertha Sánchez    | 16:13.59 |
| 6       | USA Ann Marie Brooks  | 16:31.51 |
| 7       | BOL Rosa Apaza        | 17:01.41 |
| 8       | GUA Elsa Monterroso   | 17:13.72 |
| 9       | ECU Silvia Paredes    | 17:46.03 |